# 清水和幸
清水 和幸（しみず かずゆき、1961年 - ）は、日本の実業家、足利銀行代表取締役頭取、めぶきフィナンシャルグループ副社長。

## 人物・経歴
1961年、栃木県佐野市生まれ。栃木県立佐野高等学校卒業。1984年3月、立教大学法学部卒業。
1984年4月、足利銀行入行。総合企画部長、宇都宮中央支店長を務めたのち、2016年常務、2018年専務に就任。
2020年6月、代表取締役頭取就任。めぶきフィナンシャルグループ副社長も務める。
社会変化が急速に進む中で、多様化する顧客ニーズに合わせて業務範囲を拡大していくことを推進し、今後の重点項目として、「デジタル、サプライチェーン（供給網）、グリーン（環境に配慮した事業活動）」の三つを挙げ、頭取として施策展開のスピードアップを図ることに尽力する。また、法人顧客向けに課題解決を強化する「本業支援室」や、個人顧客向けコンサルティング業務に特化した「ブロック個人営業部」の新設を行うとともに、銀行の組織風土を変えるため、重要ポストに人材を早期登用する人事制度の整備を進めている。